# Brives
Brives är en kommun i departementet Indre i regionen Centre-Val de Loire i de centrala delarna av Frankrike. Kommunen ligger i kantonen Issoudun-Sud som tillhör arrondissementet Issoudun. År 2022 hade Brives 239 invånare.

## Befolkningsutveckling
Antalet invånare i kommunen Brives
Referens:INSEE